# 盧卡斯鎮區 (伊利諾伊州埃芬漢縣)
盧卡斯鎮區（英語：Lucas Township）是位於美國伊利諾伊州埃芬漢縣的一個行政鎮區。

## 地方資料
根據2010年美國人口普查的數據，盧卡斯鎮區的面積為91.90平方千米，當中陸地面積為91.90平方千米，而水域面積為0.00平方千米。當地共有人口491人，而人口密度為每平方千米5.34人。